# Trichoptya pallens
Trichoptya pallens là một loài bướm đêm trong họ Noctuidae.